# Traian-Ștefan Mocuța
Traian-Ștefan Mocuța (n. 20 august 1932 - d. 27 octombrie 2015) a fost un senator român în legislatura 1992-1996 ales în județul Prahova pe listele partidului PDSR. Traian-Ștefan Mocuța a fost validat ca senator pe data de 25 aprilie 1994. Traian-Ștefan Mocuța a inițiat o singură propunere legislativă.  

## Legături externe
- Traian-Ștefan Mocuța[nefuncțională – arhivă]
 la cdep.ro